# Porto de San Antonio
O Porto de San Antonio é o terminal marítimo localizado na cidade homônima na Região de Valparaíso, Chile. É o principal porto do país, representando em 2019 cerca de 46% da transferência de carga total em nível nacional. Durante 2023, o Porto San Antonio transferiu 21.001.161 toneladas de carga, totalizando 1.540.538 TEU.

## História

### Origens
No final do Séc. XVI, o comerciante espanhol Antonio Núñez de Fonseca, pioneiro na construção de armazéns no porto de Valparaíso, decidiu instalar o primeiro armazém nessas costas com o objetivo de guardar produtos agrícolas da região e a salga de peixes secos enviados a Santiago e Valparaíso, um dos alimentos mais usados pelos espanhóis durante as travessias marítimas.
A construção do armazém e de alguns barcos para fazer a travessia marítima até Valparaíso e Concón foram os primeiros vestígios da atividade portuária em uma área dedicada exclusivamente à pesca.
O desenvolvimento histórico do porto tem como antecedente que em 1770 a região já era habitada por 26 famílias, na sua maioria dedicadas à indústria pesqueira, além de prestarem serviços para a defesa da costa contra ataques de corsários e abastecerem as embarcações que ancoravam na baía.

### Séc. XIX

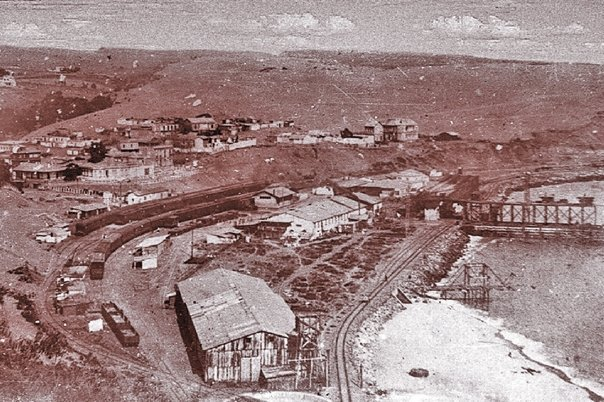
Porto de San Antonio em 1915.

Após a independência do Chile, San Antonio foi habilitado como um porto menor. O deputado Bernardo José de Toro apresentou ao Congresso um projeto de lei para declarar de utilidade pública os terrenos, fundamentalmente para proporcionar um canal de exportação a produtos agrícolas. Finalmente, foi oficializado em 1844, sendo declarado como porto menor a "San Antonio de las Bodegas".
Em 14 de janeiro de 1850, durante a presidência de Manuel Bulnes, foram iniciadas as primeiras obras públicas para adequar o porto. Um plano foi elaborado marcando os acidentes geográficos da área, determinando o ponto apropriado para construir um cais. Os terrenos foram distribuídos em lotes, visando a construção de armazéns.
A importância do porto ficou evidente após o bloqueio e o subsequente bombardeio espanhol ao porto de Valparaíso. Essas circunstâncias obrigaram a habilitar San Antonio como porto maior, chegando a despachar 30 navios diariamente.
Em 1873, um grupo de acionistas, entre os quais se destacam Manuel Ballesteros Ríos e Melchor Concha y Toro, formou a Sociedade de Armazéns dos Portos de San Antonio, com o objetivo de promover o estabelecimento e a construção de novos armazéns. Um ano depois, foi autorizada a construção de um cais e concedida à sociedade uma extensão de 800 metros quadrados para levantar um armazém.
Durante o governo de José Manuel Balmaceda, um projeto fundamental para San Antonio foi desenvolvido: a construção de uma ferrovia que ligaria a localidade à cidade de Santiago. As obras continuaram apesar da Revolução de 1891, intensificando-se devido à possibilidade de um desembarque da esquadra nessas costas e não em Quintero. Após a revolução, os trabalhos foram interrompidos, deixando o ramal construído apenas até Melipilla.

### Séc. XX

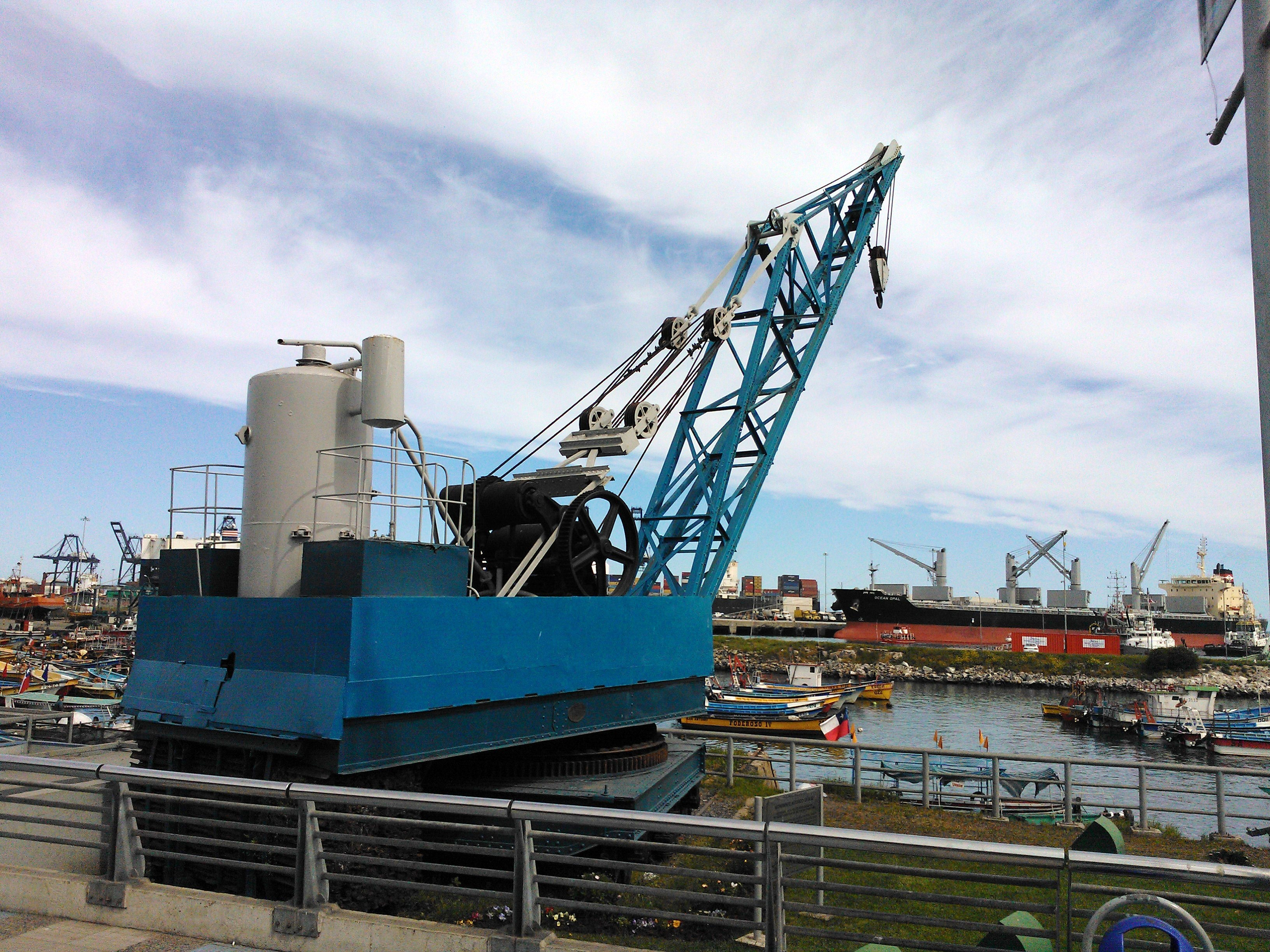
Guindaste 82.

Nos primeiros anos do século, destacou-se a necessidade de completar os trabalhos da ferrovia, principalmente para facilitar a exportação de cereais e minerais, além de encontrar uma via mais direta para a chegada de carga da Europa.
Em 7 de setembro de 1910, foi promulgada a lei que autorizava a contratação das obras de melhoria do porto, que seriam executadas pela empresa francesa Pinguely. Dois anos depois, em 5 de maio de 1912, o presidente Ramón Barros Luco colocou a primeira pedra do projeto a bordo do Guindaste 82. Este guindaste, feito de aço e declarado monumento histórico nacional, foi construído em 1911 e destacava-se pela capacidade de levantar até 22 toneladas. Ele foi utilizado para a construção do molo Panul, outra obra importante do porto.
A partir de 1922, foram executadas obras como novos armazéns, sistema de esgoto, água potável e iluminação pública.
Em 1924, foi autorizado o comércio através deste porto com igualdade ao de Valparaíso. Entre as principais empresas que transferiam carga estavam Braden Copper Company, Ford Motor Company e W. R. Grace and Company.
Anos depois, foi estabelecida a comunicação ferroviária com Talagante. Em 1940, o porto de San Antonio despachou 800 navios, com um embarque aproximado de 2 milhões de toneladas.

### Séc. XXI
Atualmente, San Antonio se consolida como o principal porto do Chile em transferência de carga. Em 2018, foi classificado como o décimo porto mais ativo da América Latina em movimento de contêineres, segundo dados estatísticos da Cepal. Em 2019, foram transferidas mais de 22 milhões de toneladas, representando cerca de 46% do total nacional.

### Porto de Grande Escala
O Porto de Grande Escala (PGE) é um projeto que contempla a construção de dois terminais de contêineres com uma linha de atracagem de 1730 metros cada um e uma capacidade global de 6 milhões de TEU anuais.
Além disso, será necessário construir um quebra-mar de 3900 metros, obra para a qual será necessário dragar toda a bacia interna e os acessos, o que supõe um volume estimado de 13 milhões de metros cúbicos. Para cada um dos terminais, está previsto um acesso ferroviário e um sistema operacional que contará com guindastes STS, RMG, straddle carriers e tratores de pátio.
A investimento é estimado em 3,5 bilhões de dólares, sendo atualmente considerado o maior projeto portuário do país. Permitirá atender a navios porta-contêineres de 400 metros de comprimento, algo que atualmente não pode ser realizado no Chile. Em 2020, foi apresentado o estudo de impacto ambiental do projeto ao Sistema de Avaliação de Impacto Ambiental.
Atualmente, o projeto PGE está suspenso e em reavaliação devido a mais de 3000 observações feitas por cidadãos em 2021 no processo de Participação Cidadã convocado pelo EIA, devido aos graves impactos socioambientais que apresenta, frente aos quais organizações da sociedade civil como a ONG Ojos de Mar (www.ojosdemar.org) e muitas outras de caráter local levantaram uma defesa e alerta a nível nacional e internacional devido ao caráter de sacrifício territorial em que se encontra a comuna de San Antonio diante do projeto de ampliação portuária.

## Infraestrutura

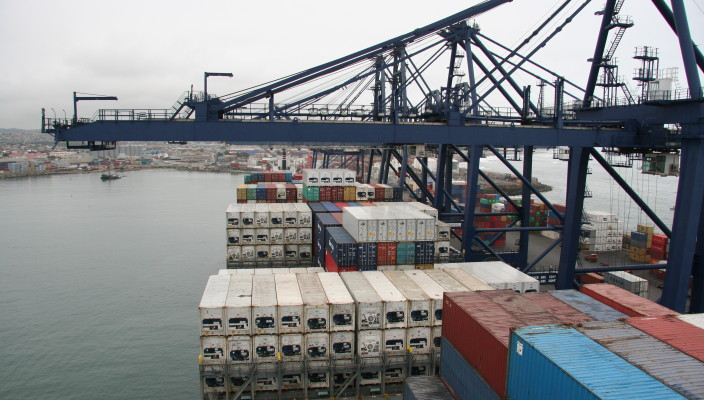
Descarga de contêineres no porto de San Antonio.

O porto está protegido pela ponta Panul, cercado por um molo e com um espigão de atracagem em seu interior, o qual dá origem às poças Grande e Chica. Na primeira delas estão localizados os locais 1, 2 e 3, fazendo parte do Molo Sul. No fundo da poça encontra-se o cais pesqueiro Sopesa, enquanto ao leste estão os locais Costanera 1 e Costanera 2, prolongando-se para o norte com os locais 4 e 5, formando parte do espigão. Na poça Chica e ao lado oriental do espigão estão os locais 6 e 7. Por sua vez, na margem sul da ponta Panul, estão os locais 8 e 9.
Os locais 1, 2 e 3 são destinados principalmente à transferência de contêineres, carga geral, granel sólido e líquido, além da transferência de produtos químicos e produtos IMO, comumente ácido sulfúrico. O Terminal Pesqueiro Sopesa possui um cais com capacidade para abrigar uma embarcação destinada à transferência de pesca, comumente sardinha e anchova. Os frentes de atracagem correspondentes aos locais 4, 5, 6, 7 e o cais Costanera são destinados principalmente para carga e descarga de contêineres, carga rodada, carga geral e granel sólido. O frente de atracagem 8 está ligado exclusivamente à descarga de granel sólido, enquanto o local 9 é destinado à transferência de granel líquido.
Outras características dos locais de atracagem são detalhadas a seguir:
| Atracagem    | Calado (m) | Eslora (m) | Concessionário                        |
| ------------ | ---------- | ---------- | ------------------------------------- |
| Local 1      | 14         | 363        | Terminal Internacional de San Antonio |
| Local 2      | 14,9       | 337        | Terminal Internacional de San Antonio |
| Local 3      | 14,9       | 253        | Terminal Internacional de San Antonio |
| Local 4      | 10,69      | 237        | Porto Central                         |
| Local 5      | 10,69      | 237        | Porto Central                         |
| Local 6      | 6,49       | 321        | Porto Central                         |
| Local 7      | 6,49       | 321        | Porto Central                         |
| Local C1     | 14         | 367        | Porto Central                         |
| Local C2     | 14         | 367        | Porto Central                         |
| Local 8      | 12,2       | 230        | Porto Panul                           |
| Local 9      | 10         | 190        | Empresa Portuária de San Antonio      |
| Local Sopesa | 5,5        | 70         | Terminal Pesqueiro Sopesa             |

Quanto à infraestrutura para ajudar na navegação, o porto conta com o faro Punta Panul, inaugurado em 1924. Além do faro, há 4 balizas, 4 enfilagens e 2 bóias.